# Blücherbund
La Liga de Blücher (en alemán: Blücherbund) era una organización paramilitar de derechas en Baviera en la década de 1920. Su nombre se deriva de Gebhard Leberecht von Blücher.
La organización se fundó el 23 de septiembre de 1922 como una escisión de los Freikorps Oberland de su expresidente Friedrich Knauf. En enero de 1923, la presidencia federal, también en competencia con los nazis, (con sede en Múnich) luego fue a Rudolf Schäfer, Arnold Ruge fue de los principales ideólogos de la Federación, por lo que el gobierno federal recibió un fuerte impacto nacionalista. Así que el grupo local de Frankfurt debería haber planeado volar una sinagoga de creyentes visitada con granadas de mano. Al mismo tiempo, la Blücherbund recibió fondos extensos de una fuente inicialmente desconocida. Debían servir para financiar una revolución en Baviera, cuyo objetivo era un destacamento del Reich alemán. Karl Mayr y Ernst Röhm descubrieron la conspiración el 28 de febrero de 1923.
En el juicio ante el Tribunal Popular de Múnich en junio/julio de 1923, bajo la presidencia de Georg Neithardt contra los principales conspiradores, los dos editores Georg Fuchs y Hugo Machhaus, la fuente de fondos podría ser desenmascarada. La financiación vino del coronel francés Agustín Xavier Richert. La participación de las autoridades bávaras, por otra parte, fue encubierta. Los extensos recursos financieros en última instancia beneficiaron a la Organización Cónsul. A través del anuncio de una presunta colaboración con el "enemigo hereditario" durante la ocupación del Ruhr, el gobierno federal perdió rápidamente su importancia política.